# Phyllanthus mandjeliaensis
Phyllanthus mandjeliaensis är en emblikaväxtart som beskrevs av Maurice Schmid. Phyllanthus mandjeliaensis ingår i släktet Phyllanthus och familjen emblikaväxter. Inga underarter finns listade i Catalogue of Life.